# Elezioni europee del 2014 nel Regno Unito

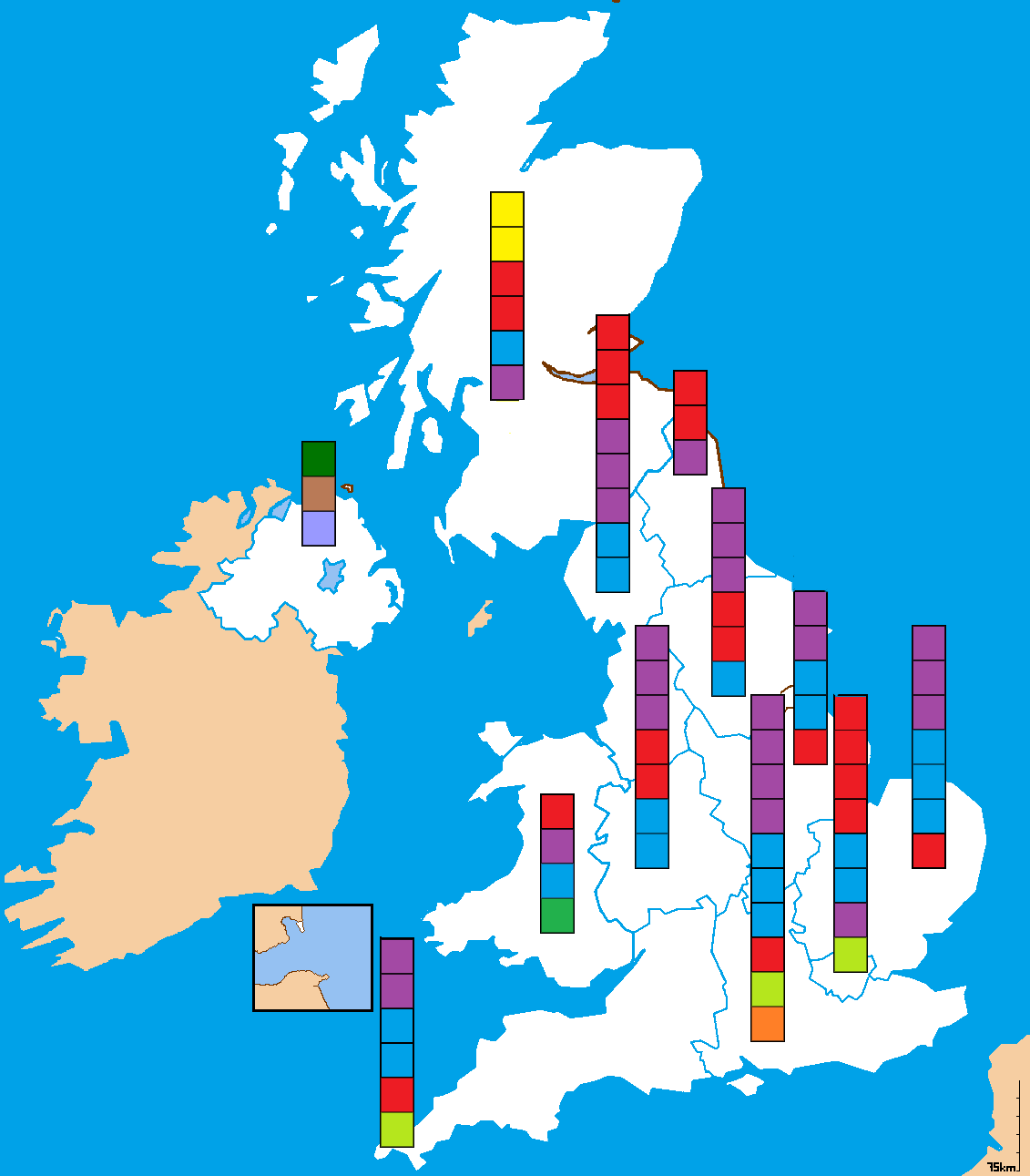
Risultati per circoscrizione

Le elezioni europee del 2014 nel Regno Unito si sono tenute il 22 maggio.

## Risultati
| Liste  | Liste                                              | Gruppo             | Voti       | %     | +/-   | Seggi | +/-     |
| ------ | -------------------------------------------------- | ------------------ | ---------- | ----- | ----- | ----- | ------- |
|        | Partito per l'Indipendenza del Regno Unito (UKIP)  | EFDD               | 4.376.635  | 27,60 | 10,99 | 24    | 11      |
|        | Partito Laburista (LP)                             | S&D                | 4.020.646  | 24,43 | 9,67  | 20    | 7       |
|        | Partito Conservatore (CP)                          | ECR                | 3.792.549  | 23,05 | 3,80  | 19    | 7       |
|        | Partito Verde di Inghilterra e Galles (GPEW)       | Verdi/ALE          | 1.136.670  | 6,91  | 0,75  | 3     | 1       |
|        | Liberal Democratici (LD)                           | ALDE               | 1.087.632  | 6,61  | 6,87  | 1     | 10      |
|        | Partito Nazionale Scozzese (SNP)                   | Verdi/ALE          | 389.503    | 2,37  | 0,34  | 2     | Stabile |
|        | Indipendenza dall'Europa                           | -                  | 235.124    | 1,43  | nuovo | -     | Stabile |
|        | Partito Nazionale Britannico (BNP)                 | -                  | 179.694    | 1,09  | 5,10  | -     | 2       |
|        | Sinn Féin (SF)                                     | GUE/NGL            | 159.813    | 0,97  | 0,16  | 1     | Stabile |
|        | Partito Unionista Democratico (DUP)                | NI                 | 131.163    | 0,80  | 0,23  | 1     | Stabile |
|        | Partito dei Democratici Inglesi (EDP)              | -                  | 126.024    | 0,77  | 1,05  | -     | Stabile |
|        | Plaid Cymru (PC)                                   | Verdi/ALE          | 111.864    | 0,68  | 0,13  | 1     | Stabile |
|        | Partito Verde Scozzese (SGP)                       | -                  | 108.305    | 0,66  | 0,14  | -     | Stabile |
|        | Partito Unionista dell'Ulster (UUP)                | ECR                | 83.438     | 0,51  | 0,02  | 1     | 1       |
|        | Partito Social Democratico e Laburista (SDLP)      | -                  | 81.594     | 0,50  | 0,01  | -     | Stabile |
|        | Traditional Unionist Voice                         | -                  | 75.806     | 0,46  |       | -     |         |
|        | Alleanza dei Popoli Cristiani                      | -                  | 50.222     | 0,31  |       | -     |         |
|        | Partito dell'Alleanza dell'Irlanda del Nord (APNI) | -                  | 44.432     | 0,27  | 0,10  | -     | Stabile |
|        | No2EU                                              | -                  | 31.693     | 0,19  |       | -     |         |
|        | 4 Freedoms Party                                   | -                  | 28.014     | 0,17  |       | -     |         |
|        | We Demand a Referendum Now                         | -                  | 23.426     | 0,14  |       | -     |         |
|        | National Health Action Party                       | -                  | 23.253     | 0,14  |       | -     |         |
|        | Animal Welfare Party                               | -                  | 21.092     | 0,13  |       | -     |         |
|        | Britain First                                      | -                  | 20.272     | 0,12  |       | -     |         |
|        | Yorkshire First                                    | -                  | 19.017     | 0,12  |       | -     |         |
|        | Europeans Party                                    | -                  | 10.712     | 0,07  |       | -     |         |
|        | Partito Verde dell'Irlanda del Nord                | -                  | 10.598     | 0,06  |       | -     |         |
|        | NI21 Aspire                                        | -                  | 10.553     | 0,06  |       | -     |         |
|        | Peace Party                                        | -                  | 10.130     | 0,06  |       | -     |         |
|        | Altri <10.000 voti                                 | Altri <10.000 voti | 54.791     | 0,33  |       | -     |         |
| Totale | Totale                                             | Totale             | 16.454.665 |       |       | 73    | 1       |

- Alcune fonti aggregano i voti di GPEW, SGP e GPNI (totale 1.255.573 voti).